# Tokidoki
tokidoki（トキドキ、日本語の「時々」）とは2005年にイタリアのアーティストであるシモーネ・レーニョとビジネスパートナーであるイヴァン・アーノルド、プーネ・モハジェルが立ち上げたライフスタイルブランドで日本のサブカルチャーに触発されている。シモーネ・レグノがデザインしたキャラクターやtokidokiのロゴを使用したアパレル、履物、アクセサリーなどを販売している。
リーバイス、Skullcandy、New Era Cap Company、Mikasa、富士通、Bearbrick、オニツカタイガー、ハローキティ、スマッシュボックス、バービー、レスポートサックといった数多くの企業やブランドとコラボしている。

## 歴史
2005年4月、イヴァン・アーノルドと化粧品会社ハードキャンディの共同設立者であるプーネ・モハジェルが後にインデペンデントによる「websites of the week」の上位10サイトに選出されるシモーネ・レグノの個人ポートフォリオウェブサイトで知り合い、後日ロサンゼルスで実際に3人は会うことになる。シモーネはサンディエゴ・コミコンにおいて新鋭の常連出演者となり、世界中でサイン会やプロモーション活動を行うようになった。